# Maupka Comes Home
Maupka Comes Home – debiutancka płyta Natalii Przybysz nagrana we współpracy z producentem Envee, wydana 19 września 2008.
Nagrania dotarły do 18. miejsca zestawienia OLiS. 

## Lista utworów
1. "All I've Got" 4:20
2. "Monkey" 3:23
3. "Lion Girl" 3:50
4. "New" 3:54
5. "Blue Notebook" 4:04
6. "Wake Me" 3:06
7. "Easy & Sweet" 3:54
8. "Walk My Path" 4:34
9. "Friend" 6:10
10. "Embrace" 4:11
11. "Motion Picture" 4:51
12. "Motion Picture Outro" 1:04
13. "All I've Got (live)" 4:07
14. "Come Sunday (live)" 6:38